# Prumnopitys ladei
Prumnopitys ladei là một loài thực vật hạt trần trong họ Thông tre. Loài này được (F.M.Bailey) de Laub. miêu tả khoa học đầu tiên năm 1978.